# Louis Bertrand
Louis Bertrand (Ginevra, 3 ottobre 1731 – Ginevra, 15 maggio 1812) è stato un matematico svizzero.

## Biografia

Developpement nouveau de la partie elementaire des mathematiques, 1778

Nacque, visse e morì a Ginevra, dove pubblicò l'opera  Developpement nouveau de la partie elementaire des mathematiques (1778), recante una dimostrazione dei postulati di Euclide che riscosse fama prima dell'entrata in auge della geometria non euclidea e che influenzò la gran parte dei trattati di geometria elementare dell'Ottocento.
Fu professore di matematica presso l'Università di Ginevra dal 1761 al 1795, diventandone rettore nel 1783. Nel 1774 pubblicò l'opera De l'instruction publique in aperta opposizione al Projet de réforme pour le Collège de Genève di Horace de Saussure.
Operò, oltre che a Ginevra, a Berlino, Berna e Londra.

## Opere
- (FR) Developpement nouveau de la partie elementaire des mathematiques, vol. 1, Genève, Isaac Bardin, Imprimerie de la Societé Typografique, 1778.
- (FR) Developpement nouveau de la partie elementaire des mathematiques, vol. 2, Genève, Isaac Bardin, Jean Pierre Bonnant, 1778.